# Булиніно (Великолуцький район)
Булиніно (рос. Булынино) — присілок в Великолуцькому районі Псковської області Російської Федерації.
Населення становить 482 особи. Входить до складу муніципального утворення Личьовська волость.

## Історія
Від 2014 року входить до складу муніципального утворення Личьовська волость.

## Населення
| 2001 | 2002 | 2010 |
| ---- | ---- | ---- |
| 459  | ↗460 | ↗482 |